# Militair Ereteken (Pruisen)

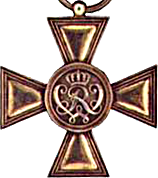
Het Gouden Kruis van het Militair Ereteken

Het Militair Ereteken was een militaire onderscheiding van het Koninkrijk Pruisen. Het werd in 1809 ingesteld door Friedrich Wilhelm II van Pruisen als een gouden en een zilveren Medaille voor Militaire Verdienste. In 1810 kwam er ook een Gouden Medaille voor Algemene Verdienste die de oorsprong van het Algemeen Ereteken werd.
De beroemdste onderscheiding van het Militair Ereteken dat uiteindelijk acht vormen heeft gekend was het Kruis voor Militaire Verdienste, (Duits: "Goldenes Militär-Verdienstkreuz") dat aan uitzonderlijk dappere onderofficieren werd toegekend. De ondergang van de Pruisische monarchie in 1918 betekende het einde van het Militair Ereteken maar de pensioenen van de dragers van het gouden kruis werden ook door de Bondsrepubliek Duitsland nog uitbetaald.

## De acht Militaire Eretekens
- De Gouden Medaille voor Militaire Verdienste (1810)
- De Zilveren Medaille voor Militaire Verdienste (1810)
- Het Militaire Ereteken der Eerste Klasse (een zilveren kruis, 1814 - 1864)
- Het Militaire Ereteken der Tweede Klasse (een zilveren medaille, 1825 - 1864)
- Het Kruis voor Militaire Verdienste ( Het beroemd geworden gouden kruis dat het "Pour le Mérite" voor onderofficieren werd genoemd, 1864 - 1918)
- Het Militair Ereteken der Ie Klasse, (een zilveren kruis, 1864 - 1918)
- Het Militair Ereteken der IIe Klasse, (een zilveren medaille, 1864 - 1918)

Dit kruis werd aan een lint voor combattanten (strijders) en non-combattanten (niet strijders zoals verplegers, militaire artsen en veldgeestelijken) verleend.
- De Medaille voor Verdienstelijke Krijgers (Duits: "Krieger-Verdienstmedaille"), een zilveren medaille die van 1835 tot 1918 bestond.

Deze medaille werd na 1873 aan een lint voor combattanten (strijders) en non-combattanten (niet strijders zoals verplegers, militaire artsen en veldgeestelijken) verleend
De instelling van het Ereteken is te danken aan de regering van koning Friedrich Wilhelm II van Pruisen. Voor zijn tijd werd dapperheid door soldaten beloond met een premie in de vorm van een geldbedrag terwijl onderscheidingen voor officieren bestemd waren. In de officiële volgorde van de Pruisische militaire onderscheidingen werd het Ereteken na de ridderorden voor zover die met de zwaarden of zwaarden aan de ring en voor de ridderkruisen zonder zwaarden gedragen.

## De plaats in het Pruisische decoratiestelsel
De volgorde van de Pruisische orden was binnen het officiële decoratiestelsel als volgt:
- Het IJzeren Kruis
- Het ridderkruis van de Huisorde van Hohenzollern met de Zwaarden
- De IIIe of IVe Klasse van de Orde van de Rode Adelaar met de Zwaarden
- De IIIe of IVe Klasse van de Kroonorde met de Zwaarden
- Gouden Kruis voor Militaire Verdienste van het Militair Ereteken

- Militair Ereteken der Ie Klasse
- Militair Ereteken der IIe Klasse
- Reddingsmedaille
- Het ridderkruis van de Huisorde van Hohenzollern
- De IIIe of IVe Klasse van de Orde van de Rode Adelaar
- De IIIe of IVe Klasse van de Kroonorde
- Het Algemeen Ereteken

Het Gouden Kruis voor Militaire Verdienste werd dus op de linkerborst dus vóór de niet in een oorlog verworven ridderkruisen gedragen.

## De geschiedenis
In 1793 werd in Pruisen voor het eerst een medaille voor "diensten aan de staat" toegekend aan trouwe onderdanen van de Pruisische koning. Lange tijd was het verschil tussen de burgerlijke en de militaire onderscheidingen alleen de kleur van het lint.
De op 30 september 1814 in Wenen besloten invoering van een zilveren kruis als vervanging van een zware gouden medaille kan een financiële achtergrond hebben gehad. De zware medaille bevatte voor 13 kronen goud terwijl de zilveren kruis minder dan één kroon kostte. In 2010 kost een gouden medaille uit het jaar 1813 meer dan 4000 Euro.
De Berlijnse juwelier Gebrüder Wagner kreeg begin oktober de opdracht om enige zilveren kruisen te vervaardigen. Deze proefstukken werden aan de koning voorgelegd. Omdat de meest verdienstelijke militairen na de val van Napoleon al met het IJzeren Kruis waren gedecoreerd was er weinig behoefte aan een Militair Ereteken. In de jaren 1814 - 1817 werden slechts elf kruisen toegekend.
Op 25 oktober 1828 bestelde de "Generalordenskommission" bij de Berlijnse juwelier Hossauer tweehonderd nieuwe kruisen tegen de oude prijs. Men vroeg om kruisen met een hoog zilvergehalte van (937,5 / 1000) in plaats van het gangbare (750/1000). De Firma Hossauer weigerde de opdracht omdat zilveren medailles met zo'n hoog zilvergehalte te zacht zouden zijn om gedragen te kunnen worden. De Berlijnse juwelier Friedrich Wilhelm Hanff nam de opdracht in november 1828 aan. Er werden 2000 kruisen gemaakt waarvan het overgrote deel aan het wit met oranje lint van het Burgerlijk Ereteken werd gedragen. De elf Militaire Eretekens waren allen door Hossauer vervaardigd maar die militairen die zich een tweede kruis wilden aanschaffen konden alleen een kruis met een veel hoger zilvergehalte dragen.
Op 1 januari 1830 besloot Koning Willem Frederik van Pruisen om het Burgerlijk Ereteken der Eerste Klasse om te dopen in de nieuwe Vierde Klasse van de Orde van de Orde van de Rode Adelaar. Pruisen leefde van 1815 tot 1864 in vrede met zijn buurlanden al waren er in 1848 onlusten toen de burgers een grondwet eisten. Deze revolutie moest met militair geweld worden onderdrukt. Pruisische troepen hielpen ook buiten de grenzen om de revolutie te onderdrukken.
Men reikte voor deze veldtochten elf zilveren kruisen met een porseleinen medaillon en de tekst "Verdienst um den Staat" uit. Tot 1864 was dit het voorgeschreven model van het Militaire Ereteken Ie Klasse.
In 1860 werden twee Militaire Eretekens en in en 1863 werd een Militair Ereteken uitgereikt.
Op 27 februari 1864 beval de koning dat er in het vervolg een duidelijk verschil moest bestaan tussen met Militaire Ereteken en het Burgerlijke Ereteken. De tekst in het medaillon van het massief zilveren Kruis Ie Klasse van het Militaire Ereteken luide nu "Kriegsverdienst". Het kruis was 38 millimeter hoog en woog 24 gram. Het was uitsluitend voor onderofficieren bestemd.
In 1864 werden 191 kruisen uitgereikt voor verdiensten in de oorlog tegen Denemarken. Voor deze oorlog waren geen IJzeren Kruisen beschikbaar.
In 1866 werden 415 kruisen uitgereikt voor verdiensten in de oorlog tegen Oostenrijk, Hannover, Hessen, Beieren en Nassau. Voor deze oorlog waren geen IJzeren Kruisen beschikbaar.
Het jaar daarop volgden nog eens 29 kruisen.
In 1902 werden 52 kruisen toegekend aan Russen die in Mantsjoerije hadden gevochten.
Tussen 1895 en 1906 vestigde het Duitse Rijk zijn gezag in een aantal koloniën in Afrika en Azië. Dit leverde 201 militairen een zilveren Militair Ereteken Ie Klasse op.

## De graden van het Militair Ereteken
- Het "Militaire Ereteken" (Duits: Militärisches Ehrenzeichen") van 1793 was een gouden of zilveren medaille, de "Goldene Militär-Verdienstmedaille" of "Silberne Militär-Verdienstmedaille" met het monogram FWIIIR op de keerzijde.
- Tussen 1809 en 1817 was er een tweede gouden medaille en van 1809 tot 1815 een tweede zilveren medaille.
- Het Militaire Ereteken der Eerste Klasse (Duits: Militärisches Ehrenzeichen Ier Klasse"), een zilveren kruis werd van 1814 tot 1864 uitgereikt
- Het Militaire Ereteken der Tweede Klasse, (Duits: Militärisches Ehrenzeichen IIer Klasse"),een zilveren medaille werd van 1814 tot 1864 uitgereikt. Er werden ook medailles van verzilverde tombak uitgereikt.
- De zilveren Medaille van Verdienste voor Krijgers (Duits: "Krieger-Verdienstmedaille") die van 1835 tot 1872 bestond.
- Het Militaire Ereteken der Eerste Klasse (Duits: Militärisches Ehrenzeichen Ier Klasse"), een zilveren kruis werd van 1864 tot 1918 uitgereikt
- Het Militaire Ereteken der Tweede Klasse, (Duits: Militärisches Ehrenzeichen IIer Klasse"), een zilveren medaille werd van 1864 tot 1918 uitgereikt.

In 1864 werd het beroemd geworden "Militär-Verdienstkreuz" ingesteld. Dit maakte deel uit van het Militaire Ereteken. Dit kruis werd de Ie Klasse van het Militair Ereteken. De Medaille voor Krijgers verviel in 1872. Het Ereteken bestond van 1872 tot 1918 enkel uit de volgende drie graden:
- Gouden Kruis voor Militaire Verdienste (Duits: "Militär-Verdienstkreuz")
- Het Militaire Ereteken der Eerste Klasse (Duits: Militärisches Ehrenzeichen Ier Klasse"), een zilveren kruis werd van 1864 tot 1918 uitgereikt

Men verleende dit kruis ook in zilver aan een wit lint voor non-combattanten, een zogenaamde "Nichtkämpferband". Dit kruis is in rang gelijk aan het kruis aan het lint voor militairen in actieve dienst.
- Het Militaire Ereteken der Tweede Klasse, (Duits: Militärisches Ehrenzeichen IIer Klasse"),een zilveren medaille werd van 1864 tot 1918 uitgereikt.

Men verleende deze medaille ook in zilver aan een wit lint voor non-combattanten, een zogenaamde "Nichtkämpferband". Dit kruis is in rang gelijk aan het kruis aan het lint voor militairen in actieve dienst.
Het Wilhelminische Duitsland lette scherp op hert verschil in militaire en maatschappelijke rang. Zo werd in 1847 voor het dienstpersoneel van militairen, de persoonlijk in dienst genomen "Militär-Unterbeamte" een speciaal lint ingevoerd. Het lint voor de zogenaamde "Medaille am Kriegsband für Militär-Unterbeamte was wit met twee oranje strepen langs de boorden en een even brede verticale zwarte streep door het midden van het lint. Militaire Eretekens der IIe Klasse aan dit lint werden tot 1918 toegekend.
In 1918 viel de Pruisische monarchie. De Duitse Republiek schafte alle onderscheidingen met uitzondering van reddingsmedailles af.

## HetGouden Kruis voor Militaire Verdienste
Het Gouden Kruis voor Militaire Verdienste was van puur goud en werd pas tijdens de laatste jaren van de Eerste Wereldoorlog, vanaf 1916, in verguld zilver uitgereikt. Duitsland had tekort aan grondstoffen.
Het is een kruis pattée met naar buiten toe breder wordende armen en een centraal medaillon met op de voorzijde de woorden "Kriegsverdienst" boven een open lauwerkrans en op de achterzijde het sierlijke gekroonde "monogram" "WR"dat voor de stichter Wilhelm I van Pruisen staat. De armen zijn vlak en iets gewelfd. Langs de randen van de armen is een smalle driedubbele rand aangebracht.
Het Gouden Kruis voor Militaire Verdienste werd indertijd als het "Pour le Mérite" voor onderofficieren gezien. In het moderne Duitsland besloot men een dergelijk verschil in stand tussen officieren, onderofficieren en manschappen niet meer te maken en toen in de Bondsrepubliek in 2008 een bijzondere onderscheiding voor dapperheid nodig was koos men een op het oude Gouden Kruis voor Militaire Verdienste gelijkende decoratie, het Erekruis van de Bundeswehr voor Dapperheid.
De onderscheiding werd op de linkerborst gedragen aan een zwart lint met twee witte strepen langs de boorden. Non-combattanten zoals militaire geestelijken en artsen droegen hun oorlogsonderscheidingen aan een lint dat het negatief van het lint van de gewapende militairen was. Dat lint was dus wit met twee zwarte strepen.
Tijdens de Eerste Wereldoorlog werd het kruis 1760maal aan Duitse soldaten verleend. Het veel bekendere IJzeren Kruis werd in diezelfde periode maal 5 miljoen maal als IJzeren Kruis IIe Klasse verleend en 218.000 als IJzeren Kruis Ie Klasse verleend.
- Zie ook het hoofdartikel Gouden Kruis voor Militaire Verdienste

## De voorrechten van een drager van het Gouden Kruis voor Militaire Verdienste
Aan de toekenning van het Gouden Kruis voor Militaire Verdienste waren bijzondere voorrechten verbonden:
- Militaire eer werd aan de dragers bewezen door militairen op wacht, de drager werd gegroet door het geweer te presenteren[5]. Deze traditie vindt men ook bij de Nederlandse Militaire Willems-Orde terug.
- Een maandelijkse ere-soldij van drie taler of 9 Rijksmark. In 1939 werd dat 20 Rijksmark en in de Bondsrepubliek Duitsland 25,- DM[6].
- Bevoorrechte behandeling door burgerlijke autoriteiten.
- Militaire eer bij de begrafenis van een drager van het Gouden Kruis voor Militaire Verdienste
- Een voorkeursbehandeling door autoriteiten.